# Cedar Grove, Wisconsin
Cedar Grove là một làng thuộc quận Sheboygan, tiểu bang Wisconsin, Hoa Kỳ. Năm 2006, dân số của làng này là 1887 người.